# Эз-Зияра
Эз-Зияра (араб. الزيارة‎) — небольшой город на северо-западе Сирии, расположенный на территории мухафазы Хама. Входит в состав района Скальбия. Является центром одноимённой нахии.

## Географическое положение
Город находится в северо-западной части мухафазы, к востоку от реки Эль-Аси, на высоте 252 метров над уровнем моря.

Эз-Зияра расположена на расстоянии приблизительно 65 километров к северо-западу от Хамы, административного центра провинции и на расстоянии 234 километров к северу от Дамаска, столицы страны.

## История
В древности город был известен как Зиара и входил в состав арамейского царства Хамат.

## Население
По данным официальной переписи 2004 года численность населения города составляла 3541 человек (1807 мужчин и 1734 женщины). Насчитывалось 610 домохозяйств.

## Транспорт
Через город проходит национальная автотрасса 56. Ближайший гражданский аэропорт — Международный аэропорт имени Басиля Аль-Асада.